# У Даоцзи
У Даосюань (Даоцзи) (*685 — †758) — один з провідник художників-живописців часів династії Тан.

## Життєпис
Походив з родини простолюдинів. Народився у 685 році в області Янді у сучасній провінції Хенань. Зарано осиротів, ріс у бідності. Самостійно вивчився живопису, наслідуючи досвіду колишніх майстрів, в першу чергу — відомого художника Гу Кайчжи. Природні обдарування і придбані професійні навички дозволили йому з 700 року заробляти живописом на життя, виконуючи замовлення приватних осіб і храмів. Деякий час У Даоцзи мешкав на сході країни у сучасній провінції Шаньдун, згодом оселився в передмісті культурної столиці імперії Тан — Лояні. Слава про його талант досягла двору, і за особистим розпорядженням імператора Сюань-цзуна художник був прийнятий на службу до Департаменту живопису (туху-юань 图画 院) при Академії Ханьлінь. Тоді ж він став використовувати як офіційне ім'я своє друге ім'я — Даоцзи. Перебуваючи у Департаменті живопису, він отримав вчене звання боши («вчений-ерудит») і дослужився до вищого з чотирьох можливих рангів — ґун-фен («придворний чиновник для особистих послуг імператора»). На цій посаді він й помер у 758 році.

## Творчість
У Даоцзи активно працював у станковому та монументальному живописі, створивши понад 300 композицій для палацових апартаментів, буддійських й даоських храмів, включаючи картини на релігійні теми і пейзажі. Став одним з основоположників пейзажного живопису — шань-шуй (山水, «живопис й зображення гір і води»). Шедевром монументального живопису на буддійські теми У Даоцзи в письмових джерелах названа картина «Метаморфози в пекельних землях», що відтворює сцени пекельних мук.
Художник чудово зображував будь-які істоти, явища й предмети: птахів, рослини, гори і води, архітектурні споруди. Збереглися також відомості про створення ним композицій, які, можливо, перебували біля витоків «живопису бамбука» (мо-чжу), особливого стилістично-тематичного спрямування жанру «квіти і птахи» — хуа-няо (华鸟, «живопис й зображення квітів і птахів»).
Найбільшу популярність здобув як майстер сюжетного живопису — жанру жень-у (人物, «живопис й зображення фігур»). Він володів мистецтвом виключно реалістичного зображення людей у динаміці, використовував технічні прийоми, що дозволяли домагатися оптичної ілюзії тривимірності форм. При цьому він малював фігури так, немов це були тіні від ліхтаря, що падають на поверхню стіни, рухомі взад і вперед, що здавалися опуклими, якщо дивитися на них збоку. Подібний ефект досягався за допомогою засобів зображення одягу: намальована сукня мовби колихалася від подиху вітру, а пояс майорів, підхоплений повітряним струменем. Манера малювання одягу У Даоцзи настільки вражала сучасників, що вони дали їй окрему назву — У дай дан фен 吳帶當風, «пояс, подібний до вітру [у малюнку майстра] У», що перетворилося згодом у загальноприйнятий мальовничий термін У чжуан 吳裝, «шати [у стилі майстра] У».
На жаль, жодного оригінального твору У Даоцзи з його творінь не збереглося.